# Typsektion
En typsektion är en beskrivning, ofta i form av en ritning, som anger hur en vägs tvärsnitt är indelad i körfält, yttre vägren, inre vägren vid mittremsa, gångbana och cykelbana samt stödremsa, mittremsa och sidoremsa. I förekommande fall kan en typsektion även beskriva körfältens tvärlutning, samt installationer utanför vägen såsom säkerhetszoner, barriärelement, vägräcken och viltstängsel. Tillsammans med bland annat vägtyp, linjeföring, rastmöjligheter och belysning, så utgör typsektionen en viktig del av en vägs trafiktekniska standard.
Vid planering av ny väg utformas vägens typsektion utifrån tre aspekter; trafikvolym, servicenivå under dimensionerande timtrafik samt samhällsekonomisk kostnad under vägens livstid. Under planläggningsarbete inför bygge av ny väg är typsektionen viktig för detaljerad analys av behoven av bergarbeten och markuppfyllnad.

## Exempel på typsektion

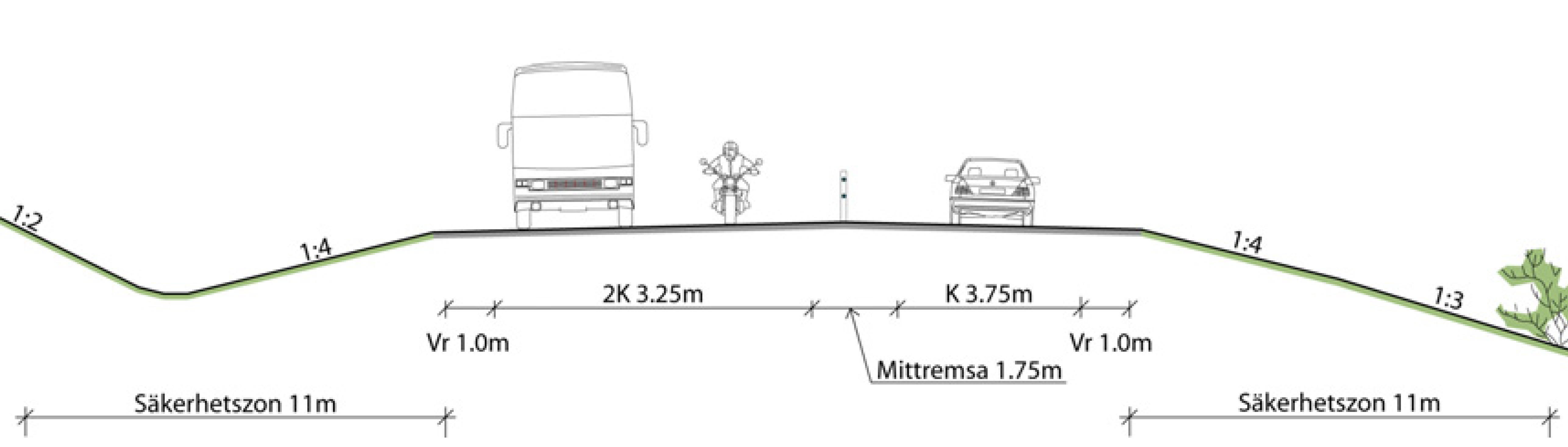
Typsektion för svensk mötesfri väg med 2+1 körfält och 14 meters bredd.

## Typsektionens inverkan på trafiksäker framkomlighet

### Vägbredden har indirekt betydelse
En vanlig uppfattning är att en vägs bredd har stor betydelse för trafiksäkerheten. Sådan generalisering är missledande, eftersom bredare väg generellt ger minskat antal olyckor på landsväg, men ökat antal olyckor i tät bebyggelse. Detta anses bero på sådant som att vid ökad trafikmängd har vägen fler körfält och i tätort gör bredare gator att det tar längre tid för oskyddade att korsa fordonstrafiken.

### Körfältens bredd har stor betydelse
Bredare körfält ger bättre framkomlighet. Det ger också ökad marginal att återta kontrollen vid sladd och andra typer av olyckstillbud. Trafikksikkerhetshåndboken anger att extrabreda körfält ger 17 % färre olyckor och 24 % färre skadade per 100 olyckor.

### Vägrenens bredd har stor betydelse
Bredare yttre vägren ger ökad marginal att återta kontrollen vid sladd och andra typer av olyckstillbud, samt ger möjlighet att ställa upp fordon i händelse av haveri. För att ge plats åt en fullstor husvagn, tung buss eller lastbil krävs minst 3 m bred vägren. 
Data från USA visar att olycksfrekvensen är upp till 150 % högre för vägar utan vägren, jämfört med motsvarande vägar med 3 m bred vägren.  
Bred yttre vägren ger plats till trafiksäkerhetshöjande förstärkt vägmarkering, i form av frästa vägräfflor. Vägräfflor anses ge 29 % minskat antal olyckor.
Extra bred yttre vägren ger plats till trafiksäkerhetshöjande cykelfält utanför kantlinjen. Detta fungerar utmärkt på landsvägar med måttligt hög hastighet. Vid höga hastigheter är separat cykelväg att föredra, trots ökat intrång och högre anläggningskostnad.

#### Betydelsen av inre vägrenen är stor men inte kvantifierad
Vägar med mittremsa kan ha inre vägren. Denna vägren avgör marginalen för föraren att återta kontroll på fordonet vid t.ex. sladdtillbud. Detta är särskilt viktigt på vägar i kallt klimat, eftersom det är svårare att uppnå god halkbekämpning i en omkörningsfil (hög fart, lågt trafikarbete som kan bearbeta vägsalt). Exempelvis uppvisar E6 motorvägen i norra Bohuslän (saknar inre vägren) fyra gånger fler mitträckespåkörningar vintertid än sommartid, trots att sträckan har tre gånger mer trafik sommartid än vintertid.
Bred inre vägren ger också plats till trafiksäkerhetshöjande förstärkt vägmarkering, i form av frästa vägräfflor.

### Jämnhet i trafikteknisk standard
Typsektionen, som dokument och projekeringsverktyg, bidrar till trafiksäker framkomlighet genom att de facto uppmuntra väghållaren att hitta lösningar som ger vägen en jämnhet i trafikteknisk standard, till exempel i övergångar mellan olika vägavsnitt. En väg med hög grad av jämnhet i sin trafiktekniska standard blir från trafikantens perspektiv mer förutsägbar, och förenklar därmed för trafikanten att framföra sitt fordon på ett trafiksäkert sätt.

## Ritningsskala
Typsektion redovisas normalt på ritning i skala 1:50 alternativt 1:20.